# Première bataille d'Édéa
Première Guerre mondiale
La première bataille d'Édéa a lieu dans le village camerounais d'Édéa du 20 au 26 octobre 1914 et voit les forces alliées menées par le général Charles Dobell battre les troupes allemandes de Carl Zimmermann.

## Contexte
Après le débarquement et l’occupation par les forces alliées de la grande ville portuaire de Douala en septembre 1914, la garnison allemande qui la protégeait auparavant se replie vers l’intérieur des terres. Un autre groupe se retire le long de la ligne de chemin de fer nord vers Dschang, tandis qu’un autre remonte le fleuve Wouri jusqu’à Jabassi. Le groupe le plus important, comprenant le gouverneur du Kamerun, Karl Ebermaier, et le commandant, le major Zimmermann, se dirige vers le sud-est en suivant la ligne de chemin de fer sud jusqu’au village d'Édéa. Pendant leur retraite, les forces allemandes endommagent ou détruisent une grande partie de la voie ferrée. Le général Dobell, commandant britannique à Douala, craint que les forces allemandes ne représentent une menace pour ses nouvelles conquêtes, ce qui le pousse à lancer des attaques contre Jabassi et Édéa en octobre 1914.
Après la défaite allemande à la bataille de Jabassi, au début du mois d’octobre, de nouvelles troupes deviennent disponibles pour une attaque contre Édéa, située sur le fleuve Sanaga.

### Bataille du pont de Yapoma
Lors de la retraite vers Édéa, les forces allemandes endommagent le pont ferroviaire de Yapoma. Un petit détachement allemand reste retranché de l’autre côté du fleuve Dibamba, au niveau du pont endommagé, tandis que la majorité de la force s’est repliée vers la ville. Le contrôle allemand du pont est considéré comme une menace sérieuse pour l’occupation alliée de Douala, en raison de la proximité de Yapoma avec la ville[réf. nécessaire].
Le 6 octobre, une force française de 400 tirailleurs sous les ordres du colonel Mayer, appuyée par un bombardement naval britannique, lance une attaque contre cette position. Les troupes françaises traversent le pont sous un feu nourri de la force allemande retranchée, qui finit par se retirer. La sécurisation du pont ferroviaire partiellement détruit rend possible une avancée vers les terres.

## Bataille
Avec Yapoma et Jabassi désormais sécurisés, Dobell lance l’assaut sur Édéa. Unr force britannique ayant remonté le Njong arrive à Dehane le 21 octobre et commence sa marche vers le nord en direction d’Édéa.
Une seconde colonne britannique, sous le commandement du Commander L. Braithwaite, remonte le fleuve Sanaga. La force française du colonel Mayer progresse quant à elle vers l’est en suivant la ligne de chemin de fer depuis Yapoma. Au début des opérations, un officier français et deux officiers britanniques périssent avec d'autres soldats lorsque leur embarcation se renverse sur le fleuve Njong. La flottille du Sanaga rencontre de grandes difficultés de navigation à cause des nombreux obstacles naturels, comme des bancs de sable dissimulés sous la surface.
Les colonnes remontant depuis Dehane et le Sanaga ne rencontrent pas de résistance significative de la part des forces allemandes, mais sont frappées par la maladie. Zimmermann choisit de concentrer la défense d’Édéa sur la ligne de chemin de fer au sud. La colonne française de Mayer, qui avance depuis Yapoma, fait face à une résistance acharnée tout au long de sa progression et subit de lourdes pertes, parvenant tant bien que mal à avancer.
Constatant que la colonne venant de Japoma continue d’avancer malgré la résistance, et que les autres colonnes se rapprochent depuis Dehane et le Sanaga, les forces allemandes se replient vers Jaunde, à environ 160 kilomètres à l’est. Le 26 octobre, les forces britanniques et françaises entrent dans Édéa, constatant que les Allemands se sont enfuis.

## Conséquences
Après la prise d’Édéa, les troupes alliées avancent d'une trentaine de kilomètres vers l’intérieur des terres jusqu’à Kopongo. Une tentative allemande de reprendre la ville échoue lors de la deuxième bataille d'Édéa, au début de l'année 1915.
À la suite des succès à Jabassi (en) puis à Édéa, la seule unité allemande restante qui s’était repliée de Douala se dirige vers le nord, en direction du fort de Dschang. En décembre 1914, une force britannique commandée par le colonel Edmund Georges entame sa marche vers Dschang. Le 2 janvier 1915, la force de Georges atteint son objectif et commence le bombardement du fort allemand, ce qui force la garnison à se rendre. La force britannique détruit le fort avant de se replier vers des lignes de communication plus sûres à  Baré,.